# باشگاه فوتبال میلادمهر تهران
باشگاه فوتبال میلادمهر تهران یکی از باشگاه‌های فوتبال در استان تهران ایران است. این تیم در شهر تهران بنیان‌گذاری شده‌است. این باشگاه هم‌اکنون در لیگ دسته پنجم فوتبال ایران بازی می‌کند. تیم فوتبال میلادمهر تهران یکی از نمایندگان استان تهران در لیگ دسته پنجم است.